# Annamarie van der Merwe
Annamarie van der Merwe ( 1969) es una botánica sudafricana.
Es investigadora en el "Herbario Compton", del "National Botanical Institute", de Sudáfrica, desde 1999 y ha trabajado en el jardín botánico nacional de Kirstenbosch de Ciudad del Cabo. Ha realizado extensas recolecciones de la flora sudafricana.
- La abreviatura « A.M.van der Merwe» se emplea para indicar a Annamarie van der Merwe como autoridad en la descripción y clasificación científica de los vegetales.[4]